# Atlas Shrugged
Atlas Shrugged (In het Nederlands achtereenvolgens vertaald als Wereldschok, Atlas in staking en De kracht van Atlantis) is een roman van Ayn Rand uit 1957, waarin ondernemers in de Verenigde Staten in opstand komen tegen het collectivistische overheidsbeleid. De roman is een utopie en dystopie ineen en vertolkt de ideeën van het objectivisme, de filosofie van Ayn Rand.

## Samenvatting
Dagny Taggart is de onderdirecteur van Taggart Transcontinental, een New Yorks bedrijf dat spoorwegen aanlegt. Haar broer James, een man zonder ruggengraat, is er directeur. In een tijd waarin de overheid allerlei collectivistische wetten goedkeurt, probeert Dagny een spoorweg aan te leggen naar de oliebronnen van Ellis Wyatt in Colorado. Daarvoor koopt ze Rearden Metal, een legering die bedacht is door Hank Rearden. Dagny noemt de nieuwe spoorweg de John Galt Line, omdat verschillende mensen een moeilijke vraag beantwoorden met de wedervraag: "Wie is John Galt?"
Uit onvrede met het overheidsbeleid beginnen mensen zich een voor een terug te trekken uit het economische systeem. Taggarts werknemer Owen Kellogg neemt ontslag. Bankier Midas Mulligan verdwijnt spoorloos, net als steenkoolproducent Ken Danagger en olieproducent Ellis Wyatt, die zijn bronnen in brand steekt. Francisco d'Anconia, Dagny's jeugdvriend en eerste liefde, overtuigt James Taggart en vele anderen om geld te investeren in waardeloze Mexicaanse kopermijnen.
Hank Rearden heeft een vrouw Lillian en een aan lager wal geraakte broer Philip, die allebei op zijn kosten leven en voorstander zijn van het overheidsbeleid, ook al dreigen die Hanks bedrijf en dat van vele anderen te ondermijnen. Hank begint een affaire met Dagny. In een vervallen fabrieksgebouw van de Twentieth Century Motor Company, een bedrijf dat ooit floreerde maar failliet ging ten gevolge van de collectivistische maatregelen, ontdekken ze een vreemde, onafgewerkte machine. Dagny neemt de machine mee naar New York, en huurt mecanicien Quentin Daniels in om de machine af te werken. Het blijkt een motor te zijn die op statische elektriciteit werkt. 
In Cheyenne (Wyoming) ontmoet Dagny Hugh Akston, een filosoof die vroeger lesgaf aan de Patrick Henry University, maar nu een eenvoudig eethuisje uitbaat. Hij had vroeger drie briljante leerlingen. De eerste was Francisco d'Anconia. De tweede was Ragnar Danneskjöld, die nu als piraat actief is op de Atlantische Oceaan. De derde was de mysterieuze John Galt. Dagny krijgt een sigaret mee met als logo een dollarteken. Ze begeeft zich naar de Patrick Henry University om met dr. Robert Stadler te praten, die als professor fysica dezelfde drie leerlingen had. Stadler is gezwicht voor het systeem ondanks zijn begaafdheid als wetenschapper. Zonder te weten waar het eigenlijk over gaat, verleent hij zijn medewerking aan dr. Floyd Ferris en diens Project X. X staat voor "Xylofoon", een toestel dat alle materie binnen een straal van honderd mijl kan vernietigen.
Quentin Daniels wil niet verder werken aan de motor op statische elektriciteit, die door John Galt bedacht zou zijn. Dagny achtervolgt hem in een vliegtuigje over de Rocky Mountains. Ze stort neer in een vallei die Atlantis genoemd wordt. Daar vindt ze John Galt en alle ondernemers die verdwenen waren. John Galt kwam al eerder in het verhaal voor als een mysterieuze man die Dagny's assistent Eddie Willers aansprak en de ondernemers overtuigde om in staking te gaan.
James Taggart trouwt met Cherryl Brooks, een winkelbediende die hem aanziet voor een held die de John Galt Line aangelegd heeft. Wanneer ze erachter komt dat eigenlijk Dagny die spoorweg aangelegd heeft en dat James haar bedriegt met Lillian, pleegt ze zelfmoord door van een brug te springen.
Dagny en John worden minnaars. Ze houden allebei een toespraak op de radio waarin ze hun filosofie uitleggen. Het zijn de ondernemers die de wereld draaiende houden. Als zij in staking gaan, wordt de motor van de wereld stopgezet. Inmiddels is de economie in de Verenigde Staten volledig ineengestort. Dagny, John en de andere bewoners van Atlantis kunnen aan de herovering van hun land beginnen.

## Personages
- Dagny Taggart is de vicepresident van Taggart Transcontinental.
- James Taggart is de president van Taggart Transcontinental en de broer van Dagny.
- Henry "Hank" Rearden is een metaalproducent.
- Lillian Rearden is de vrouw van Hank.
- Philip Rearden is de broer van Hank.
- Francisco d'Anconia was een jeugdvriend en de eerste minnaar van Dagny.
- Ragnar Danneskjöld is een Noorse piraat die vroeger aan de Patrick Henry University studeerde.
- John Galt is een mysterieuze figuur die vroeger aan de universiteit studeerde, maar daarna verdween.
- Dr. Robert Stadler is professor fysica aan de Patrick Henry University.
- Dr. Hugh Akston is een voormalige professor filosofie.
- Dr. Floyd Ferris is een wetenschapper die de leiding heeft over Project X.
- Eddie Willers is een assistent van Dagny.
- Owen Kellogg is een werknemer van Taggart Transcontinental die ontslag neemt.
- Cherryl Brooks is een winkelbediende die met James Taggart trouwt.
- Ellis Wyatt is een olieproducent.
- Ken Danagger is een steenkoolproducent.
- Midas Mulligan is een bankier die spoorloos verdween.
- Quentin Daniels is een mecanicien.

## Achtergrond
De werktitel van de roman was The Strike (De Staking), maar Ayn Rand vond dat die titel te veel van de ontknoping verried. De titel Atlas Shrugged was een idee van haar echtgenoot. Atlas was een Griekse god die het hemelgewelf op zijn schouders torste. In de beeldende kunst wordt hij vaak voorgesteld als iemand die de wereldbol op zijn schouders torst. Sinds 1937 staat er zo'n beeld van Lee Lawrie in het Rockefeller Center in New York. To shrug betekent de schouders ophalen, m.a.w.: wat zou er gebeuren als Atlas zijn last niet langer wilde dragen? Het zijn de ondernemers die de wereld draaiende houden, dus zou de economie ineenstorten als zij in staking gingen.
De boodschap van Atlas Shrugged in het algemeen en de toespraak van John Galt in het bijzonder is die van het objectivisme, de filosofie van Ayn Rand. Ze baseert zich op de logica van Aristoteles, met name op het principe van de non-contradictie. Ze pleit voor egoïsme en  kapitalisme. De rol van de overheid moet volgens haar beperkt worden tot het garanderen van de openbare veiligheid, rechtvaardigheid en bestraffing, en de nationale veiligheid, dus politie, justitie en het leger.
De aanhangers van het gelijkekansenprincipe deelt Rand op in twee groepen: plunderaars (looters) en  schooiers (moochers). Plunderaars zijn machthebbers die geld afnemen van de ondernemers door belastingen en anticoncurrentiewetten. Schooiers zijn mensen die van andermans geld leven, zoals Hanks broer Philip.

## Ontvangst
Het boek heeft felle aanhangers en felle tegenstanders. Critici hekelden het zwart-witdenken van Rand.
Whittaker Chambers in de National Review: "In deze fictie is alles en iedereen ofwel helemaal goed ofwel helemaal slecht, zonder enige van die schakeringen tussendoor die in het leven de realiteit compliceren."
Alan Greenspan was een vriend van Ayn Rand en bewonderde Atlas Shrugged.
Er zijn meer dan zeven miljoen exemplaren van het boek verkocht.
In 1999 stelde de Modern Library twee lijsten samen met de honderd beste romans van de twintigste eeuw. In de ene lijst, samengesteld door deskundigen, haalde Atlas Shrugged de top honderd niet, maar in de andere lijst, waarvoor iedereen via internet kon stemmen, eindigde het boek op nummer één.

## Vertaling
De eerste Nederlandse vertaling verscheen in 1990 onder de titel Wereldschok en werd verzorgd door Renate Kloosterhuis. In 2007 verscheen een nieuwe vertaling van J. de Voogt onder de titel Atlas in staking. Eind oktober 2012 verscheen hiervan een volledig herziene editie onder de titel De kracht van Atlantis.

## Verfilming
In 2011 werd het boek verfilmd als Atlas Shrugged: Part I, als eerste deel van een filmtrilogie. De film was een commerciële en kritische flop. In 2012 verscheen het vervolg Atlas Shrugged: Part II; in 2014 verscheen het derde deel Atlas Shrugged Part III: Who Is John Galt?